# Belfagor
Belfagor P 137 est un opéra en 1 prologue, 2 actes, 1 épilogue d'Ottorino Respighi sur un livret de Claudio Guastalla, basé sur la comédie Belfagor de Ercole Luigi Morselli (1882-1921), elle-même basée sur le Belfagor arcidiavolo (en) de Nicolas Machiavel. La première représentation a eu lieu le 26 avril 1923 à la Scala de Milan sous la direction d'Antonio Guarnieri, car Toscanini n'était pas disponible.

## Historique
La première a été un « succès complet », avec plusieurs rappels de rideau pour le compositeur, mais l'opinion des critiques a été divisée, allant de l'enthousiasme de Marinetti, enchanté par les aspects futuristes de l'opéra et de celui du critique musical S. A. Luciani, à ceux qui ont porté un jugement négatif sur l'opéra et le livret. Gaetano Cesari a écrit que cet opéra ressemblait à une tentative, pas entièrement réussie, de marier dans un opéra comique « le fabuleux et le clownesque, le miraculeux et le sentimental » et que les aspects comiques avaient été annulés par l'absence d'un plan mélodique et par l'incapacité à écrire des développements rapides.
L'opéra a été édité à Milan par Ricordi en 1923.

## Rôles et distribution lors de la création
| Rôles           | Voix          | Création, 26 avril 1923 (chef d'orchestre : Antonio Guarnieri) |
| --------------- | ------------- | -------------------------------------------------------------- |
| Candida         | soprano       | Margaret Sheridan                                              |
| Baldo           | ténor         | Francesco Merli                                                |
| Belfagor        | baryton       | Mariano Stabile                                                |
| Mirocleto, père | basse         | Gaetano Azzolini                                               |
| Olympia, mère   | mezzo-soprano | Anna Gramegna                                                  |
| Fidelia, sœur   | soprano       | Thea Vitulli                                                   |
| Maddalena, sœur | soprano       | Cesira Ferrari                                                 |
| Un vieil homme  | baryton       |                                                                |
| Un jeune        | soprano       |                                                                |
| Menica          | mezzo-soprano | Ida Mannarini                                                  |
| Don Biagio      | basse         | Giovanni Azzimonti                                             |
| Majordome       | baryton       |                                                                |
| 1er compagnon   | baryton       |                                                                |
| 2e compagnon    | baryton       |                                                                |
|                 | chœur         |                                                                |

Mise en scène de Vittorio Rota.

## Argument

### Prologue
Belfagor apparaît dans un petit village et explique à l'apothicaire Mirocleto, père de trois filles à marier (Candida, Fidelia et Maddalena), qu'il est venu avec une mission des enfers, pour savoir si le mariage est vraiment l'enfer des hommes, comme le disent souvent ceux qui arrivent dans l'au-delà. Pour ce faire, Belfagor, qui dispose de beaucoup d'argent, doit se chercher une épouse et vivre avec elle dix ans.

### Acte I
Belfagor, dans les habits du riche et beau Ipsilonne, se présente à la maison de Mirocleto. Fidelia et Maddalena tombent amoureuses d'Ipsilonne, mais ce dernier choisit la troisième fille, Candida, qui lui affiche son indifférence. Mirocleto et sa femme Olimpia séduits par l'argent, s'engagent à donner en mariage à Ipsilonne la jeune fille, qui est désespérée parce qu'elle est amoureuse du marin Baldo.

### Acte II
Un mois plus tard, l'action se passe dans un château luxueux d'Ipsilonne. Candida a été contrainte de se marier avec lui, mais a réussi à lui résister et le mariage n'a pas été consommé. Enfin, après avoir fait croire à Ipsilonne qu'elle est prête à passer la nuit avec lui, Candida, aidée par Baldo, parvient à s'échapper.

### Épilogue
Candida et Baldo se réfugient chez le prévôt. Sur la place du village, Belfagor réapparaît, cette fois sous les traits d'un vagabond, et essaie de semer le doute dans l'esprit de Baldo, lui faisant croire que Candida a perdu sa virginité avec Ipsilonne, qui a atteint son but en s'amusant avec une belle jeune fille avant de fuir. Candida tente inutilement de convaincre Baldo que les mots du clochard constituent un mensonge. Finalement Baldo ne cède aux suppliques de sa bien-aimée que lorsque cette dernière, désespérée, se tourne vers la Madone pour lui demander un miracle et que les cloches se mettent à sonner d'elles-mêmes.

## Instrumentation
| Instrumentation de Belfagor                                                                                 |
| Cordes |
| premiers violons, seconds violons, altos, violoncelles, contrebasses, harpe                                 |
| Bois |
| 2 flûtes, 1 piccolo 2 hautbois, 1 cor anglais 2 clarinettes, 1 petite clarinette, 2 bassons 1 contre-basson |
| Cuivres |
| 4 cors, 3 trompettes, 3 trombones, 1 tuba                                                                   |
| Percussions                                                                                                 |
| timbales, grosse caisse, triangle, cymbales, tambour, tam-tam, crécelle, xylophone carillon tubulaire       |
| Claviers |
| célesta |

## Discographie
1989: Lamberto Gardelli, Chœur de la Radio et de la Télévision Hongroise, Orchestre de la Philharmonie nationale hongroise, CD Hungaroton HCD 12850-51, Candida : Sylvia Sass, Baldo : Giorgio Lamberti, Belfagor : Lajos Miller, Mirocleto : László Polgár, Olimpia : Klára Takács, Fidelia : Magda Kalmár, Maddalena : Mária Zemplén